# Музей уездной медицины имени В. М. Бехтерева
Музей уездной медицины имени В. М. Бехтерева — музей исторического профиля, посвящённый становлению уездной медицины в России на примере отдельно взятого Елабужского уезда. Открыт 29 июня 2007 года в хирургическом корпусе бывшей земской больницы Елабуги, построенной в последней трети XIX века купцом А. Барановым. Входит в состав Елабужского музея-заповедника.

## О музее
Был создан в рамках празднования 150-летия со дня рождения знаменитого учёного Владимира Михайловича Бехтерева, уроженца Елабужского уезда в составе комплекса — памятника, музея и сквера имени В. М. Бехтерева.
Расположен в деревянном одноэтажном здании хирургического корпуса бывшей земской больницы, построенной городским купцом Барановым в 1881 году.
Состоит из 5 залов и рассказывает о зарождении медицины как науки, становлении медицины в Елабужском уезде, о развитии здравоохранения города в XX веке: представлены интерьеры мусульманской и христианской изб, кабинета уездного врача, палаты для душевнобольных, аптеки.
Один из залов музея посвящён жизни и деятельности медика мирового масштаба — Владимира Бехтерева: воссоздан интерьер его рабочего кабинета в период работы в Казани, где он был профессором Казанского университета и заведующим психиатрической клиникой окружной казанской лечебницы. Потомками В. М. Бехтерева в музей были переданы книги, документы и фотографии учёного из семейного архива.
В интерактивном зале (бывшей операционной) на полу сохранилась уникальная плитка, выпущенная на заводе елабужского промышленника Петра Ушкова. Здесь можно измерить рост, вес, давление, проверить зрение, ответить на тесты и заполнить анкету здоровья.
Дополняет экспозицию музея галерея портретов заслуженных работников Российской Федерации и Республики Татарстан.

## Внешние видеофайлы
- Елабуга. Музей-уездной медицины им В.М. Бехтерева // Елабужский государственный музей-заповедник. 2020. 24 марта. Видео
- Елабуга / Музей уездной медицины им В.М. Бехтерева // Агентство путешествий РУМБ. 2018. 3 ноября. Видео